# Odprto prvenstvo Francije 2022
Odprto prvenstvo Francije 2022 je sto enaindvajseti teniški turnir za Grand Slam, ki je med 22. majem in 5. junijem 2022 potekal v Parizu.

## Moški posamično
- Rafael Nadal :  Casper Ruud, 6–3, 6–3, 6–0

## Ženske posamično
- Iga Świątek :  Coco Gauff, 6–1, 6–3

## Moške dvojice
- Marcelo Arévalo /  Jean-Julien Rojer :  Ivan Dodig /  Austin Krajicek, 6–7(4–7), 7–6(7–5), 6–3

## Ženske dvojice
- Caroline Garcia /  Kristina Mladenovic :  Coco Gauff /  Jessica Pegula 2–6, 6–3, 6–2

## Mešane dvojice
- Ena Šibahara /  Wesley Koolhof :  Ulrikke Eikeri /  Joran Vliegen, 7–6(7–5), 6–2